# Byron Castillo
Byron Javier Castillo Segura, mais conhecido como Byron Castillo (Tumaco, 25 de junho de 1995) é um futebolista equatoriano que atua como lateral-direito e ponta-direita. Atualmente joga no León.

## Carreira

### Antecedentes
Bryon Castillo começou nas categorias de base do Norte América, foi até aos sub-20 e não estreou na equipe principal. Em 8 de maio de 2015, foi contratado pelo Emelec, embora que 2 meses depois, tenha sido liberado porque não passou nas categorias que o clube havia implementado nos membros de sua equipe. Em 2015, ele teve uma breve passagem pelo Deportivo Azogues, onde fez 8 partidas e marcou um gol.

### Aucas
No ano de 2016, ele foi emprestado ao Aucas. Bryon Castillo estreou em fevereiro, em uma partida contra o Fuerza Amarilla. Suas boas atuações com o time despertariam o interesse de vários clubes. Pelo clube, fez 24 jogos e 1 gol. No final de 2016, ele deixaria o Aucas com final de seu empréstimo.

### Barcelona de Guayaquil
Em 5 de janeiro de 2017, Bryon Castillo foi apresentado no Barcelona de Guayaquil. Depois de jogar apenas uma partida durante sua primeira temporada, ele começou a jogar com mais regularidade a partir da temporada de 2018 e se tornou titular em 2020.
No dia 10 de julho de 2021, Bryon Castillo estendeu o seu contrato com o clube até 2025.

### León
Em 10 de junho de 2022, o clube mexicano León acertou a contratação de Byron Castillo.

## Carreira internacional

### Categorias de base
Bryon Castillo fez parte da Seleção Equatoriana Sub-17 que disputou o Campeonato Sul-Americano Sub-17 e a Copa do Mundo FIFA Sub-17 de 2015, sendo titular absoluto em ambos os torneios. Em novembro de 2016, ele jogou pela Seleção Equatoriana Sub-20 em um amistoso contra o Chile.

### Problemas de nacionalidade
Em 2017, Bryon Castillo foi dispensado da Seleção Equatoriana Sub-20, após alegações de que ele nasceu em Tumaco, uma cidade da Colômbia próxima à fronteira com o Equador. Ele foi acusado de adulterar sua documentação de nascimento em janeiro de 2019, e esse problema o manteve fora de qualquer seleção equatoriana. Em fevereiro de 2021, começou uma investigação para determinar se Bryon Castillo era equatoriano ou colombiano. Finalmente, em 24 de abril do mesmo ano, foi confirmada sua nacionalidade equatoriana.
Em maio de 2022, a Federação Chilena de Futebol apresentou uma queixa à FIFA sobre a nacionalidade de Byron Castillo, alegando que ele nasceu em Tumaco, Colômbia, em julho de 1995. A FIFA encerrou a investigação após quase um mês em 10 de junho, confirmando a vaga do Equador na Copa do Mundo FIFA de 2022.

### Seleção principal
Em 29 de agosto de 2021, Bryon Castillo foi convocado para a Seleção Equatoriana pelo técnico Gustavo Alfaro, para três jogos das Eliminatórias da Copa do Mundo FIFA de 2022 contra o Paraguai, o Chile e o Uruguai. Ele fez sua estreia no dia 2 de setembro, começando como titular na vitória em casa por 2 a 0 sobre o Paraguai.

## Estatísticas
Atualizado até 27 de julho de 2022.

### Clubes
| Equipe                 | Temporada         | Campeonato nacional | Campeonato nacional | Campeonato nacional | Copa nacional | Copa nacional | Copa nacional | Competições continentais[a] | Competições continentais[a] | Competições continentais[a] | Outros torneios[b] | Outros torneios[b] | Outros torneios[b] | Total | Total | Total   |
| Equipe                 | Temporada         | Jogos               | Gols                | Assist.             | Jogos         | Gols          | Assist.       | Jogos                       | Gols                        | Assist.                     | Jogos              | Gols               | Assist.            | Jogos | Gols  | Assist. |
| ---------------------- | ----------------- | ------------------- | ------------------- | ------------------- | ------------- | ------------- | ------------- | --------------------------- | --------------------------- | --------------------------- | ------------------ | ------------------ | ------------------ | ----- | ----- | ------- |
| Deportivo Azogues      | 2014              | 3                   | 0                   | 0                   | —             | —             | —             | —                           | —                           | —                           | —                  | —                  | —                  | 3     | 0     | 0       |
| Deportivo Azogues      | 2015              | 5                   | 1                   | 0                   | —             | —             | —             | —                           | —                           | —                           | —                  | —                  | —                  | 5     | 1     | 0       |
| Deportivo Azogues      | Total             | 8                   | 1                   | 0                   | 0             | 0             | 0             | 0                           | 0                           | 0                           | 0                  | 0                  | 0                  | 8     | 1     | 0       |
| Aucas                  | 2016              | 22                  | 1                   | 0                   | —             | —             | —             | 2                           | 0                           | 0                           | —                  | —                  | —                  | 24    | 1     | 0       |
| Aucas                  | Total             | 22                  | 1                   | 0                   | 0             | 0             | 0             | 2                           | 0                           | 0                           | 0                  | 0                  | 0                  | 24    | 1     | 0       |
| Barcelona de Guayaquil | 2017              | 1                   | 0                   | 0                   | —             | —             | —             | —                           | —                           | —                           | —                  | —                  | —                  | 1     | 0     | 0       |
| Barcelona de Guayaquil | 2018              | 17                  | 2                   | 0                   | —             | —             | —             | 1                           | 0                           | 1                           | —                  | —                  | —                  | 18    | 2     | 1       |
| Barcelona de Guayaquil | 2019              | 18                  | 1                   | 1                   | —             | —             | —             | 2                           | 0                           | 0                           | —                  | —                  | —                  | 20    | 1     | 1       |
| Barcelona de Guayaquil | 2020              | 31                  | 2                   | 3                   | —             | —             | —             | 10                          | 1                           | 0                           | —                  | —                  | —                  | 41    | 3     | 3       |
| Barcelona de Guayaquil | 2021              | 27                  | 3                   | 3                   | —             | —             | —             | 12                          | 0                           | 0                           | 2                  | 0                  | 0                  | 41    | 3     | 3       |
| Barcelona de Guayaquil | 2022              | 12                  | 0                   | 1                   | —             | —             | —             | 8                           | 0                           | 0                           | —                  | —                  | —                  | 20    | 0     | 1       |
| Barcelona de Guayaquil | Total             | 106                 | 8                   | 8                   | 0             | 0             | 0             | 33                          | 1                           | 1                           | 2                  | 0                  | 0                  | 141   | 9     | 9       |
| León                   | 2022–23           | 5                   | 0                   | 1                   | 0             | 0             | 0             | —                           | —                           | —                           | —                  | —                  | —                  | 5     | 0     | 1       |
| León                   | Total             | 5                   | 0                   | 1                   | 0             | 0             | 0             | 0                           | 0                           | 0                           | 0                  | 0                  | 0                  | 5     | 0     | 1       |
| Total na carreira      | Total na carreira | 141                 | 10                  | 9                   | 0             | 0             | 0             | 35                          | 1                           | 1                           | 2                  | 0                  | 0                  | 178   | 11    | 10      |

- b. ^ Jogos da Copa Sul-Americana e da Copa Libertadores da América
- c. ^ Jogos da Supercopa do Equador